# Свещен отряд на Тива
Вижте пояснителната страница за други значения на Свещен отряд.
Свещеният отряд на Тива (на старогръцки: Ιερός Λόχος τών Θηβών) е войсково подразделение от подбрани войници, наброяващ 150 хомосексуални двойки, които формират елитната сила на тиванската армия през 4 век пр.н.е.. Пример за обикновена практика в античния свят, той е организиран от пълководеца Горгид през 378 пр.н.е. и играе решителна роля в битката при Левктра, но е напълно унищожен в битката при Херонея през 338 пр.н.е.. Причините за създаването на Свещения отряд са, че приятелите се сражават по-яростно и по-сплотено, всеки на своята страна, пазейки гърба на другаря си за разлика от противника. Според Плутарх (в животописа на Пелопид)), вдъхновението за формирането на отряда идва от Платоновия „Пир“, където персонажът Федър отбелязва:
Така че, ако би имало някакво средство да се създаде град или войска от влюбени и любимите им, те биха ги управлявали отлично, избягвайки всичко грозно и съревновавайки се в това помежду си. И ако биха воювали с други, такива хора, макар и малко на брой, биха излезли победители, така да се каже над всички. Един влюбен мъж би приел далеч по-малко да бъде видян от любимото си момче, било че напуща бойния ред, било че захвърля оръжието, отколкото от всеки друг, и би предпочел пред това стократна смърт. А пък да изостави любимеца си или да не му помогне, когато се намира в опасност?